# Irwin County
Irwin County is een county in de Amerikaanse staat Georgia.
De county heeft een landoppervlakte van 924 km² en telt 9.931 inwoners (volkstelling 2000). De hoofdplaats is Ocilla.